# Ascalaphus (geslacht)
Ascalaphus is een geslacht van insecten uit de familie van de vlinderhaften (Ascalaphidae), die tot de orde netvleugeligen (Neuroptera) behoort. 

## Soorten
- Ascalaphus abdominalis (Kimmins, 1949)
- Ascalaphus aethiopicus (Kimmins, 1949)
- Ascalaphus barbarus (Linnaeus, 1767)
- Ascalaphus clavicornis Lichtenstein, 1796
- Ascalaphus dicax Walker, 1853
- Ascalaphus festivus (Rambur, 1842)
- Ascalaphus gromieri (Navás, 1921)
- Ascalaphus hyalinus (Navás, 1921)
- Ascalaphus intermedius Lefèbvre, 1842
- Ascalaphus krueperi (Van der Weele, 1909)
- Ascalaphus lloydi (Kimmins, 1949)
- Ascalaphus longistigma (McLachlan, 1871)
- Ascalaphus minutus Tjeder, 1986
- Ascalaphus placidus (Gerstäcker, 1894)
- Ascalaphus procax Walker, 1853
- Ascalaphus prothoracicus (Kimmins, 1949)
- Ascalaphus quadrimaculatus Lichtenstein, 1796
- Ascalaphus rusticus Lichtenstein, 1796
- Ascalaphus siculus Rambur, 1842
- Ascalaphus sinister Walker, 1853
- Ascalaphus stigma Schneider, 1828
- Ascalaphus worthingtoni (Kimmins, 1949)